# Pseudostigma accedens
Pseudostigma accedens là loài chuồn chuồn trong họ Pseudostigmatidae. Loài này được Selys mô tả khoa học đầu tiên năm 1860.